# عملية باكو
عملية باكو- هي تحديات جديدة للحوار بين الثقافات العالمية" المنعقد في إطار منتدى الأمم المتحدة السابع لتحالف إن عملية باكواعتُمدت في جميع أنحاء العالم كمصطلح دبلوماسي.

## إعلان باكو
وقد بدأت عملية باكو بمبادرة رئيس جمهورية أذربيجان إلهام علييف بهدف إقامة حوار فعال وفعال بين الثقافات والحضارات، في عام 2008.
دعيت 10 الدول الإسلامي لأول مرة بمبادرة جمهورية أذربيجان لمؤتمر وزراء الثقافة في للدول الأعضاء في مجلس أوروبا الذي تشكل في 3-2 ديسيمبر، عام 2008.
واعتمد "اعلان باكو" حول إغراء الحوار بين الثقافات" في هذا المؤتمرالذي شارك ممثلون رفيعو المستوى لعدة منظمات دولية غير حكومية و 8 منظمات دولية من 48 دولة من اوروبا والمناطق المجاورة.

## تحول عملية باكو إلى حركة عالمية
أصبح عملية باكو إلى حركة عالمية منذ عام 2010.
في 23 سبتيمبر، عام 2010 في الدورة الخامسة والستين للجمعية العامة اللأمم المتحدة، أعلن رئيس جمهورية أذربيجان لعقد المنتدى العالمي الثالث للحوار بين الثقافات في باكو.

## المنتدى العالمي الأول للحوار بين الثقافات
في 9-7 أبريل، عام 2011, تنظم المنتدى العالمي الأول للحوار بين الثقافات في باكو مع الشراكة المنظمة الإسلامية للتربية والعلوم والثقافة - (إيسيسكو), يونسكو، تحالف الحضارات لأمام المتحدة، مجلس أوروبا.

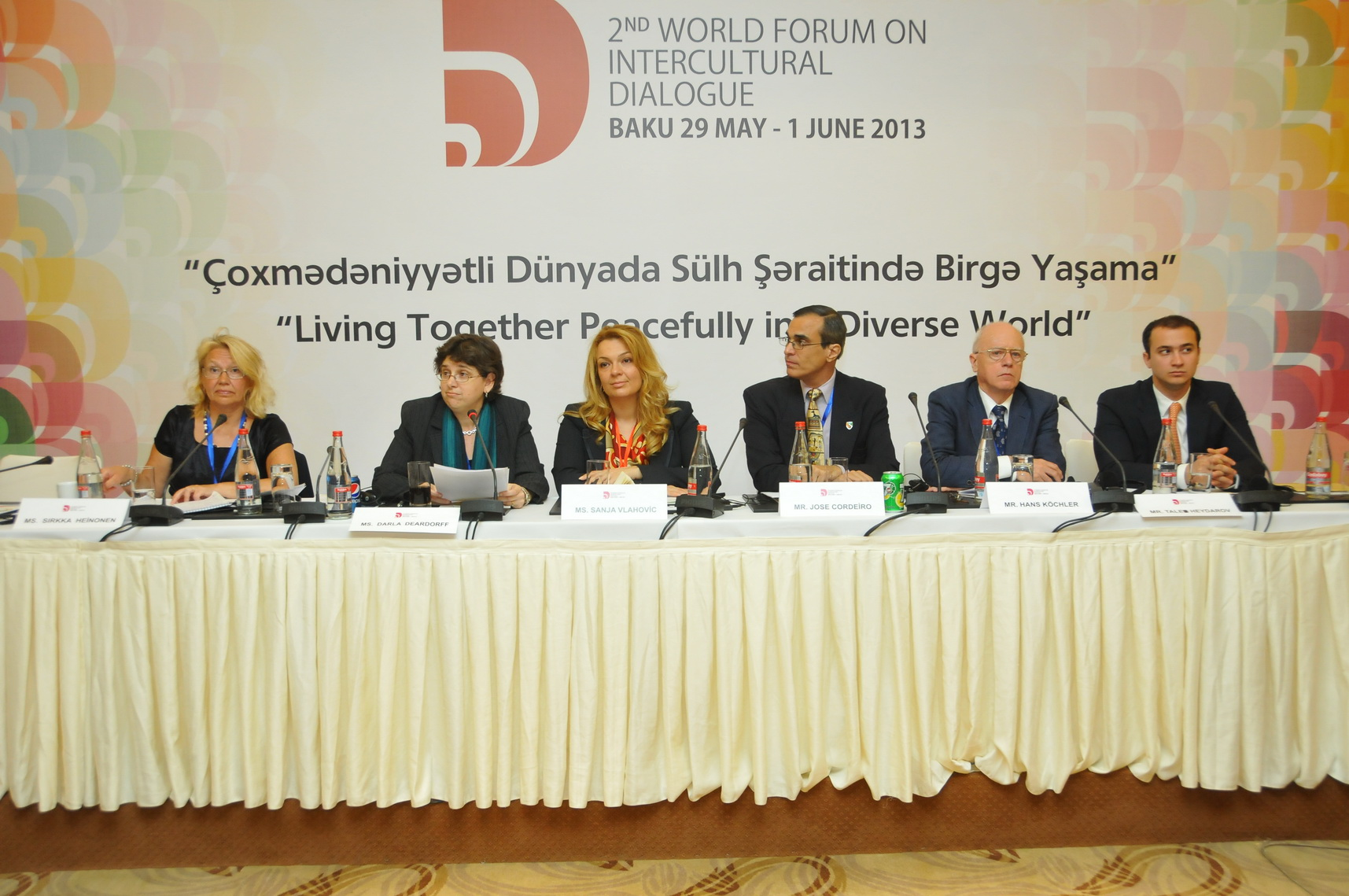
دورالمنتدى العالمي الثانى للحوار بين الثقافات

### المشاركون المنتدى
- الممثل الرسمي من 102 بلدا
- شخص قيادي أكثرمن 10 منظمات دولية
- وازير من 20 بلد
- الممثلون من الوصائل الإعلام الشهيرة
- في المجموع حوالي 500 ممثل من دولة أجنبية من جميع قارات العالم

### الأدوار
" التنوع الثقافي والتفاهم بين الثقافات لتحقيق السلام والحوار.
الثقافة، والفن والتراث: لجعلها ذات معنى الحوار بين الثقافات
النساء كمشاركات هامة في الحوار بين الثقافات
تأثيرالتكنولوجيا، وسائل الإعلام الاجتماعية والصحافة على العلاقات بين الثقافات.
الحوار بين الثقافات بين الأديان العالمية
عروض المبادرات والمشاريع الجديدة بشأن الحوار بين الثقافات وتنمية التعاون.

### معرض
يهود، مسيحيين ومسلمين: الحوار بين الثقافات في المخطوطات في القرون الوسطى (بتنظيم مع أذربيجان والنمسا.

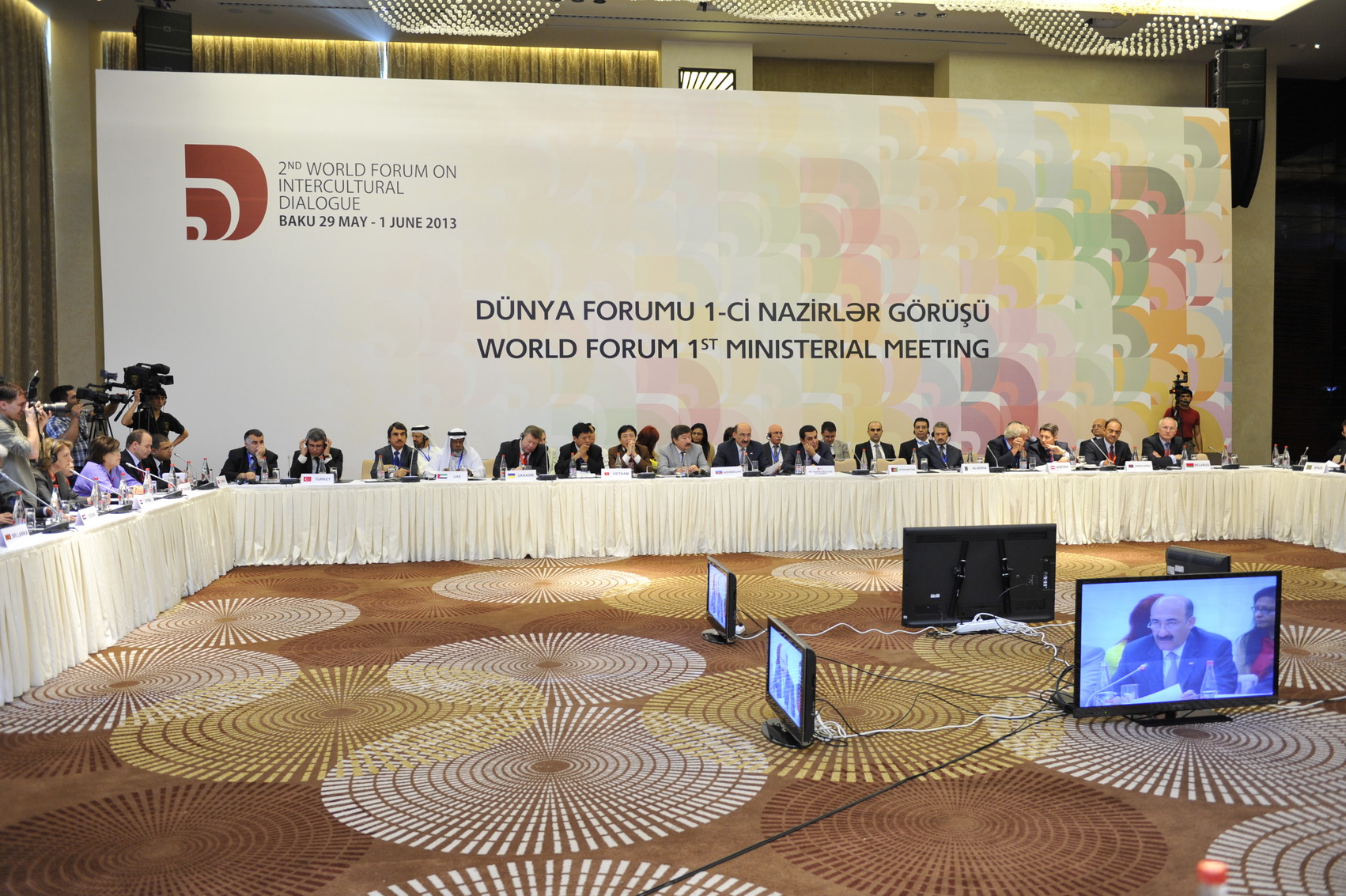
المنتدى العالمي الثانى للحوار بين الثقافات.مؤتمر وزراء الثقافة والسياحة.

## المنتدى العالمي الثانى للحوار بين الثقافات
عقد المنتدى العالمي الثانى للحوار بين الثقافات في باكو تحت شعار"عاش في السلام في العالم متعدد الثقافات، بين تاريخين 29 مايو و 1 يونييو، عام 2013.
و شاركوا اليونسكو، وتحالف الأمم المتحدة للحضارات، ومجلس أوروبا، ومجلس الشمال والجنوب التابع لمجلس أوروبا، والمنظمة الإسلامية للتربية والعلوم والثقافة - (إيسيسكو), إلى جانب منظمة السياحة العالمية التابعة للأمم المتحدة، كشريك الرئيسي في المنتدى.
كان مراسم الإفتتاح الرسمي للمنتدى الثانى في مركز حيدر علييف، 30 مايو، عامة 2013. تحدثوا رئيس جمهورية أذربيجان إلهام علييف، الممثل السامي تحالف الحضارات لأمم المتحدة، ناصر عبدالعزيز الناصر، المديرة العام يونسكو، إيرينا بوكوفا، والمدير العام المنظمة الإسلامية للتربية والعلوم والثقافة - (إيسيسكو) عبد العزيز بن عثمان التويجري.

### المشاركون المنتدى
- الممثل الرسمي من 115 دولة
- المؤسسات الدولية - يونسكو، تحالف الحضارات لأمم المتحدة، منظمة السياحة العالمية التابعة للأمم المتحدة، المنظمة الإسلامية للتربية والعلوم والثقافة - (إيسيسكو), ناتو، توركسوي، جامعة الدول العربية، منظمة الدول الأمريكية، أسيان
- أكثر من 70 منظمة غير حكومية مؤثرة
- أكثر من 100 عالم، أستاذ وخبير مشهور
- على قرب 600 الممثل الأجنبي[6]

## المنتدى العالمي الثالث للحوار بين الثقافات
تم تنظيم المنتدى العالمي الثالث للحوار بين الثقافات تحت شعار «إن نقتسم ثقافة للأمن المشترك» مع مشاركة يونسكو، تحالف الحضارات لأمم المتحدة، منظمة السياحة العالمية التابعة للأمم المتحدة، المنظمة الإسلامية للتربية والعلوم والثقافة - (إيسيسكو), في 18-19 مايو، عام 2015 في باكو.

## المنتدى العالمي الرابع للحوار بين الثقافات
تم تنظيم المنتدى العالمي الرابع للحوار بين الثقافات على موضوع «تطور الحوار بين الثقافات: الأمن البشري، الفرص الجديدة للسلام والتنمية المستدامة» مع مشاركة يونسكو، تحالف الحضارات لأمم المتحدة، منظمة السياحة العالمية التابعة للأمم المتحدة، المنظمة الإسلامية للتربية والعلوم والثقافة - (إيسيسكو), في 4-6 مايو، عام 2017, في مدينة باكو.